# Battaglia di Port Arthur
La battaglia di Porth Arthur (旅順港閉塞作戦?, Ryojunkō Heisoku Sakusen), dell'8-9 febbraio 1904 fu la battaglia iniziale della guerra russo-giapponese. Iniziò con un attacco notturno di sorpresa lanciato da uno squadrone di cacciatorpediniere della Marina imperiale giapponese contro la Flotta imperiale russa ancorata a Port Arthur, Manciuria, e continuò con una battaglia di superficie il mattino seguente. La battaglia terminò in maniera non conclusiva e ulteriori schermaglie al largo di Port Arthur continuarono fino al maggio 1904.

## Antefatti
La guerra iniziò con un attacco della Marina Imperiale Giapponese contro la Flotta del Pacifico che aveva la sua base a Port Arthur e a Chemulpo.
Il piano iniziale dell'ammiraglio Tōgō Heihachirō era di assaltare Port Arthur con la 1ª Divisione della Flotta Combinata (le corazzate Hatsuse, Shikishima, Asahi, Fuji e Yashima, condotte dall'ammiraglia Mikasa), e della 2ª Divisione (gli incrociatori (Iwate, Azuma, Izumo, Yakumo e Tokiwa). Queste navi principali erano accompagnate da 15 cacciatorpediniere e circa 20 torpediniere. In riserva c'erano gli incrociatori  Kasagi, Chitose, Takasago e Yoshino. Con questa forza sovrastante e con il favore della sorpresa sperava di mettere a segno un colpo devastante contro la flotta russa subito dopo la rottura delle relazioni diplomatiche tra i governi russi e giapponesi.
L'ammiraglio russo Oskar Stark disponeva delle corazzate Petropavlovsk, Sevastopol', Peresvet, Pobeda, Poltava, Cesarevič e Retvizan, supportate dagli incrociatori Pallada, Diana, Askold, Novik e Bojarin, tutti protetti dalla base del porto fortificato di Port Arthur. Comunque le difese di Port Arthur non erano così forti come avrebbero potuto essere, dato che alcune delle batterie costiere non erano operative, i fondi per il miglioramento delle difese erano stati stornati a favore della vicina Dalny e la notte dell'8 febbraio la maggior parte del corpo ufficiali stava partecipando ad un festa organizzata dall'ammiraglio Stark. I giapponesi erano a conoscenza di molte informazioni sullo stato delle basi russe e dei movimenti delle navi; inoltre ufficiali nipponici avevano effettuato ricognizioni a terra e molte altre rilevazioni erano state compiute da navi pattuglia. Pertanto sapevano che la base era accessibile tranne un unico stretto canale che con la bassa marea non era transitabile dalle unità maggiori russe, e che non esistevano bacini in grado di permettere le riparazioni più consistenti, cosa invece possibile a Vladivostok. Nella pianificazione delle operazioni era stato anche previsto l'affondamento di cinque navi cariche di pietre e cemento per bloccare il canale stesso.
L'ammiraglio Togo era stato falsamente informato dalle spie locali all'interno e all'esterno di Port Arthur che la guarnigione del forte era in stato di piena allerta e pertanto non voleva rischiare le sue preziose navi contro l'artiglieria costiera e dunque trattenne la sua flotta principale. Divise invece la sua forza di cacciatorpediniere in due squadroni di attacco, il primo formato dalla 1ª, 2ª e 3ª flottiglia per attaccare Port Arthur e il secondo con la 4ª e 5ª flottiglia per attaccare la base russa di Dalny.

## Attacco notturno
All'incirca alle 22:30 dell'8 febbraio lo squadrone d'attacco a Port Arthur, formato da 10 cacciatorpediniere, incontrò i cacciatorpediniere russi di pattuglia. I russi avevano ricevuto l'ordine di non iniziare il combattimento e tornarono indietro per contattare il quartier generale, ma comunque in conseguenza dell'incontro due cacciatorpediniere giapponesi entrarono in collisione e rimasero indietro, mentre i rimanenti si dispersero. All'incirca alle 00:28 dell'8 febbraio i primi quattro cacciatorpediniere si avvicinarono non visti a Port Arthur e lanciarono un attacco con i loro siluri contro il Pallada, che venne colpito a mezzanave e si capovolse e contro il Retvizan, aprendo una falla a prua. I cacciatorpediniere rimanenti non ebbero altrettanto successo in quanto arrivarono troppo tardi per sfruttare la sorpresa e attaccarono individualmente piuttosto che in gruppo. Comunque riuscirono a rendere inefficiente la nave più potente della flotta russa, la corazzata  Cesarevič. Il cacciatorpediniere giapponese Oboro attaccò per ultimo intorno alle 02:00, i russi erano completamente allertati e alle luci dei riflettori il fuoco di risposta era più accurato rendendo impossibili attacchi ravvicinati con i siluri.
Nonostante le condizioni fossero ideali per un attacco di sorpresa i risultati furono relativamente scarsi. Su 16 siluri lanciati, tutti tranne tre mancarono il bersaglio o non esplosero. Ma, sfortunatamente per i russi, furono messe fuori combattimento per settimane due delle loro migliori corazzate, la Retvizan  e la Cesarevič, così come l'incrociatore protetto Pallada.
Alle 22:30 torpediniere russe avvistarono i giapponesi in avvicinamento all'imbocco della baia di Port Arthur ma, avendo l'ordine di non aprire il fuoco, invertirono la rotta per rientrare alle 00:28. Dopo circa due ore 4 torpediniere giapponesi erano nel porto militare. Perché in due ore di tempo i russi non misero in allarme la base? Vari argomenti possono essere invocati in proposito: l'esplorazione visiva effettuata solo mediante i proiettori mise in allarme le batterie, ma anche l'aver fatto calare reti antisiluro ebbe il suo peso.

## Combattimento di superficie

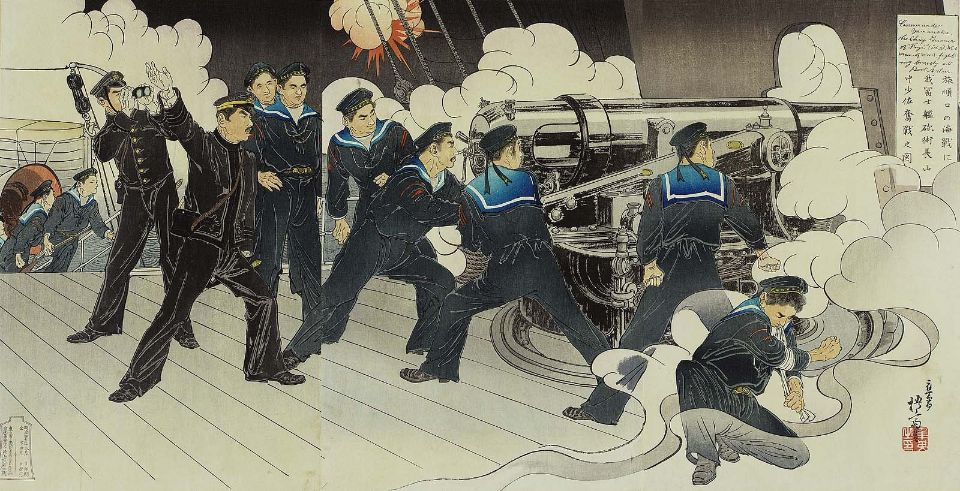
Stampa giapponese raffigurante Yamanaka, capo artigliere della Fuji, impegnato a dare ordini ai suoi uomini nel corso della battaglia

In seguito all'attacco notturno, alle 08:00 l'ammiraglio Togo inviò il suo subordinato, vice ammiraglio Shigeto Dewa con quattro incrociatori in missione di ricognizione per osservare l'ancoraggio di Port Arthur e valutare il danno. Verso le 09:00 Dewa era abbastanza vicino per distinguere la flotta russa nella nebbia mattutina. Osservò 12 corazzate e incrociatori, tre o quattro dei quali parevano molto inclinati o arenati. I vascelli più piccoli all'esterno dell'ingresso del porto erano apparentemente disorganizzati. Dewa si avvicinò fino a circa  7 500 iarde (6,9 km) dal porto, ma dato che non ci furono reazioni alla comparsa delle navi giapponesi si convinse che l'attacco notturno era riuscito a paralizzare la flotta russa e si affretto a presentare il suo rapporto all'ammiraglio Togo. Poiché non si era avvicinato non più di 3 miglia (4,8 km), non deve sorprendere che le sue conclusioni fossero errate.
Inconsapevoli del fatto che la flotta russa stesse preparandosi per la battaglia, Dewa disse all'ammiraglio Togo che il momento era estremamente favorevole a un rapido attacco della flotta principale. Sebbene Togo avrebbe preferito attirare la flotta russa lontano dalla protezione delle batterie costiere, le errate conclusioni ottimistiche di Dewa gli fecero ritenere che il rischio fosse giustificato e ordinò alla 1ª Divisione di attaccare il porto, tenendo la 3ª di riserva nelle retrovie.
Avvicinandosi a Port Arthur i giapponesi si imbatterono nell'incrociatore russo  Bojarin, in missione di pattuglia. Il Bojarin  aprì il fuoco alla massima gittata dei suoi cannoni contro la Mikasa, quindi si ritirò. Alle 11:00 cominciò i l combattimento tra la flotta russa e giapponese, alla distanza di 8 000 iarde (7,3 km). I giapponesi concentrarono il fuoco dei loro cannoni da 12 pollici contro le batterie costiere, usando quelli da 8 e 6 pollici contro le navi russe. La mira fu cattiva da entrambe le parti, ma i giapponesi riuscirono a danneggiare gravemente la  Novik, Petropavlovsk, Poltava, Diana e Askold. Comunque divenne ben presto evidente l'errore di valutazione di Dewa. Nei primi cinque minuti della battaglia la Mikasa venne colpita da un colpo di rimbalzo, che esplose, ferendo il capo ingegnere, l'aiutante di campo e cinque altri ufficiali e uomini, danneggiando il ponte di poppa.
Alle 12:20 l'ammiraglio Togo decise di invertire la rotta e sfuggire dalla trappola. Fu una manovra molto rischiosa che espose la flotta alla piena violenza delle batterie costiere russe. Nonostante il fuoco pesante, le navi da battaglia giapponesi completarono la manovra ritirandosi rapidamente fuori tiro. Furono danneggiate la  Shikishima, Iwate, Fuji e Hatsuse. Diversi colpi danneggiarono anche gli incrociatori dell'ammiraglio Hikonojo Kamimura mentre questi raggiungevano il punto di virata. A questo punto il Novik strinse le distanze a 3 300 iarde (3,0 km) dagli incrociatori giapponesi e lanciò una salva di siluri, mancando il bersaglio, e subendo a sua volta un colpo sotto la linea di galleggiamento.

## Esito
La battaglia navale di Port Arthur terminò in modo non conclusivo. I russi subirono 150 perdite contro circa 132 dei giapponesi. Sebbene non fosse stata affondata nessuna nave diverse furono danneggiate. Comunque i giapponesi disponevano a Sasebo di un cantiere con impianti di riparazione e di un bacino di carenaggio dove effettuare le riparazioni, mentre la flotta russa disponeva solo di capacità limitate di riparazione a Port Arthur.
Era ovvio che Dewa avesse sbagliato nel non avvicinarsi di più durante la sua missione di ricognizione e che una volta che la vera situazione fosse diventata evidente la contrarietà dell'ammiraglio Togo di ingaggiare il nemico a distanza di tiro dalle batterie costiere fosse giustificata.
La dichiarazione formale di guerra tra il Giappone e la Russia venne emessa solo il 10 febbraio 1904, un giorno dopo la battaglia.

## Successive azioni navali a Port Arthur, febbraio-maggio 1904

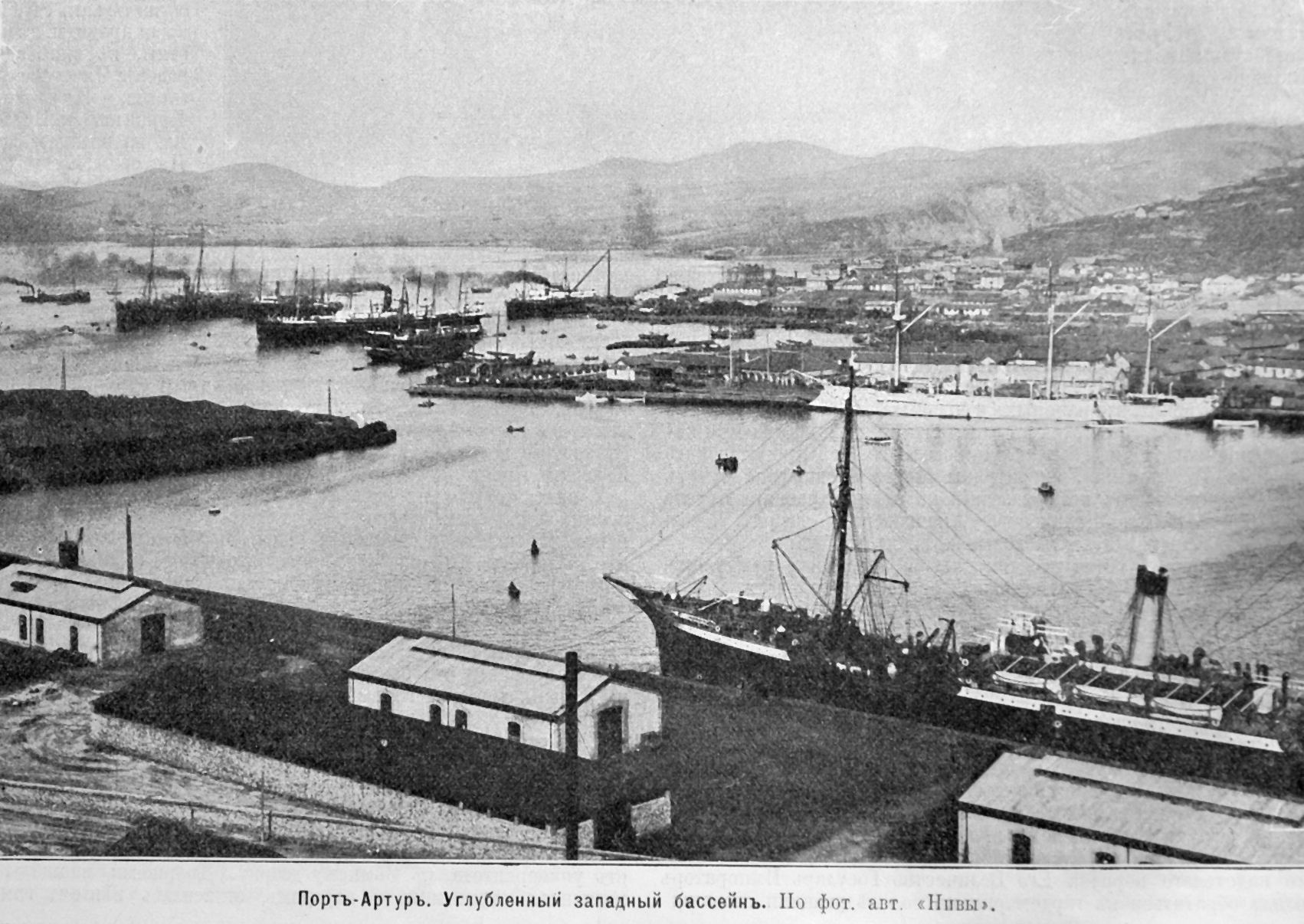
Port-Arthur (1901): Porto occidentale

L'11 febbraio 1904, il posamine russo Enisej iniziò a minare l'ingresso al porto, una delle mine urtò il timone della nave ed esplose affondando la nave e uccidendo 120 uomini dell'equipaggio su 200. L'Enisej aveva a bordo anche la sola copia della mappa che indicava la posizione delle mine. L'incrociatore Bojarin, inviato a investigare urtò anch'esso una mina e dovette essere affondato.
L'ammiraglio Togo salpò da Sasebo il 14 febbraio 1904, con tutte le navi eccetto che per la Fuji. Il mattino del 24 febbraio tentò di affondare cinque vecchi vascelli da trasporto per bloccare l'ingresso del porto di Port Arthur e intrappolare all'interno la flotta russa. Il piano venne fatto fallire dalla  Retvizan, ancora arenata al di fuori del porto. I russi nella scarsa luce scambiarono i vecchi trasporti per corazzate e l'esultante viceré Alexeiev telegrafò allo zar Nicola II l'annuncio di una grande vittoria navale. L'indomani la luce del giorno rivelò la verità e si dovette mandare un telegramma di rettifica.
L'8 marzo 1904, l'ammiraglio russo Stepan Makarov arrivò a Port Arthur per rilevare il comando dallo sfortunato Stark, rialzando il morale russo. Alzò la sua bandiera sull'appena riparata Askold. Il mattino del 10 marzo 1904 la flotta russa passò all'offensiva attaccando lo squadrone di blocco giapponese, ma con pochi risultati. Nella sera del 10 marzo i giapponesi tentarono un tranello inviando quattro cacciatorpediniere vicino al porto. I russi abboccarono all'esca e inviarono all'inseguimento sei cacciatorpediniere, nel frattempo i giapponesi minarono l'ingresso al porto e si posizionarono per bloccare il ritorno dei cacciatorpediniere. Nonostante gli sforzi dell'ammiraglio Makarov per prestare soccorso, due cacciatorpediniere russi furono affondati.
Il 22 marzo la Fuji  e la Yashima furono attaccate dalla flotta russa al comando di Makarov e la Fuji fu forzata a ritirarsi a Sasebo per riparazioni. Al comando di Makarov la flotta russa stava acquistando confidenza e abilità. In risposta il 27 marzo Togo tentò di nuovo di bloccare Port Arthur, usando altri quattro trasporti riempiti di pietra e cemento. L'attaccò fallì nuovamente e i trasporti furono affondati troppo lontani dall'ingresso del porto.
Il 13 aprile, Makarov (che aveva trasferito la sua bandiera sulla  Petropavlovsk) salpò per andare in aiuto di una squadra di cacciatorpediniere che aveva mandato in missione di ricognizione a Dalny. Era accompagnato dall'Askold, Diana, Novik, Poltava, Sevastopol, Pobieda e Peresvet. La flotta giapponese era in attesa e Makarov si ritirò sotto la protezione delle batterie costiere di Port Arthur. Comunque l'area era stata minata dai giapponesi e alle 9:43 la Petropavlovsk colpì tre mine ed esplose affondando nel giro di due minuti. Il disastro uccise 635 uomini e ufficiali, tra cui l'ammiraglio Makarov.  Alle 10:15 anche la Pobieda fu messa in avaria da una mina. Il giorno seguente l'ammiraglio Togo ordinò che tutte le bandiere fossero a mezz'asta e che un giorno di lutto sarebbe stato osservato per onorare l'avversario caduto.
Il 3 maggio l'ammiraglio Togo fece il suo terzo e ultimo tentativo di bloccare l'ingresso a Port Arthur, questa volta con otto vecchie navi da trasporto. Il tentativo fallì nuovamente, ma Togo lo dichiarò un successo, aprendo quindi la strada per la Seconda Armata giapponese che poté sbarcare in Manciuria. Sebbene Port Arthur fosse praticamente bloccato a causa della mancanza di iniziativa dei successori di Makarov, le perdite giapponesi iniziarono a salire, in gran parte a causa delle mine russe.